# Lamaceratops
Lamaceratops là một chi khủng long, được Alifanov mô tả khoa học năm 2003.